# Culture de la céramique décorée au poinçon
 (septembre 2012).
Si vous disposez d'ouvrages ou d'articles de référence ou si vous connaissez des sites web de qualité traitant du thème abordé ici, merci de compléter l'article en donnant les références utiles à sa vérifiabilité et en les liant à la section « Notes et références ».

L'Europe vers 3 500 av. J.-C.

La culture de la céramique décorée au poinçon ou (en allemand) Stichbandkeramik (abrégé en STK ou STbK), Danubien Ib culture de Vere Gordon Childe, ou culture du Danube moyen est le successeur de la culture de la céramique linéaire (culture rubanée), une manifestation archéologique majeure de l'Europe centrale néolithique. 
La STK s'épanouit vers 4600-4400 av. J.-C.  Centrée en Silésie en Pologne, en Allemagne de l'est et au nord de la République tchèque, elle cohabite avec la culture de Lengyel au sud et avec la culture de Rössen à l'ouest.